# 轉錄噪音
轉錄噪音（Transcriptional noise）爲近等基因細胞群體中各個細胞轉錄差異產生的主要原因（參見細胞噪音）。人們認爲，轉錄噪音的一個誘因爲轉錄暴增，不過其他異質性誘因，比如細胞在有絲分裂過程中發生的不等分裂，也可能在相當程度上誘發了轉錄噪音。暴增的轉錄，和轉錄簡單的概率模型不同，反映了不定期來回波動的基因活性的多樣狀態。這在細胞之間產生了蛋白質表達的差異。基因表達的噪音對細胞行爲有着巨大的影響，而且，這種噪音不是達到協調統一的狀態，就是逐漸減弱。在某些情況下，比如微生物要在多變的環境中生存，或者於幾種散分化中，這樣的變化是不可或缺的。這樣的變化亦對臨床治療的效果產生影響，比如細菌可能因爲非遺傳學的原因對抗生素產生抗藥性。基因表達的變化亦可增強癌細胞亞群對化療的抵抗力。